# Caos molecolare
Il caos molecolare è un'ipotesi che viene spesso usata in fisica e in chimica per semplificare un modello teorico quando si ha a che fare con un numero molto grande di particelle che si muovono e/o interagiscono tra di loro nello spazio.
Ci si trova nell'ipotesi di caos molecolare quando si suppongono vere le seguenti condizioni:
- la distribuzione delle particelle nello spazio fisico è casuale;
- la distribuzione delle velocità delle particelle è casuale.

## Termine collisionale
Nell'ipotesi di caos molecolare in un sistema di {\displaystyle n} particelle, data una funzione di densità di probabilità {\displaystyle f(\mathbf {r} ,\mathbf {p} ,t)} e indicando con {\displaystyle g_{ij}=|\mathbf {p} _{j}^{0}-\mathbf {p} _{i}^{0}|=|\mathbf {p} _{j}-\mathbf {p} _{i}|} l'ampiezza dei momenti coniugati relativi, dove con {\displaystyle \mathbf {p} _{i}^{0}} si indicano i termini prima delle collisioni e con {\displaystyle \mathbf {p} _{i}} i valori dopo le collisioni, si ha che il termine collisionale dell'equazione di Boltzmann è pari all'integrale rispetto ai momenti coniugati nelle tre direzioni spaziali e all'angolo solido {\displaystyle \Omega }:
{\displaystyle \sum _{i,j=1}^{n}\iint g_{ij}\cdot I_{ij}(g_{ij},\Omega )[f_{i}f_{j}-f_{i}^{0}f_{j}^{0}]\ \mathrm {d} \Omega \mathrm {d} \mathbf {p} ^{3}}
dove {\displaystyle I_{ij}(g_{ij},\Omega )} è la sezione d'urto differenziale.

### Semplificazione del termine collisionale
La miglior ipotesi per semplificare il termine collisionale è dovuta a Bhatnar, Gross e Krook, i quali postulano che l'effetto delle collisioni molecolari è di forzare a una funzione di distribuzione di non equilibrio in un punto dello spazio fisico, del quale è nota la temperatura, a diventare una funzione di distribuzione di equilibrio di Maxwell {\displaystyle f_{0}} e che la velocità con cui ciò avviene è proporzionale alla frequenza di collisione molecolare {\displaystyle \nu }. Pertanto il termine collisionale diventa:
{\displaystyle \nu (f_{0}-f)}